# Erik Årsäll di Svezia
Eric Årsäll (... – 1088) fu l'ultimo re pagano di Svezia, governò dal 1087 al 1088; era figlio di Blot-Sven.

## Biografia
Succedette al padre, dopo che Ingold I lo ebbe assassinato a Uppsala. Alcune fonti dicono che egli fu battezzato come cristiano, però fu eletto re dagli svedesi pagani, dal fatto che accettava sacrifici, che la religione pagana esigeva. Di questo sovrano si conosce ben poco, si suppone che sia stato eletto, in contrapposizione al re cristiano Ingold I.

Sovrano per un periodo breve di regno fu assassinato dalle truppe di Ingold I, con la sua morte si distrusse il tempio pagano di Uppsala, che pose fine alle pratiche di sacrifici pagani in Svezia.